# Куджо-Кі (Флорида)
Куджо-Кі (англ. Cudjoe Key) — переписна місцевість (CDP) в США, в окрузі Монро штату Флорида. Населення — 2019 осіб (2020).

## Географія
Куджо-Кі розташоване за координатами 24°40′43″ пн. ш. 81°29′24″ зх. д. / 24.67861° пн. ш. 81.49000° зх. д. (24.678618, -81.489892).  За даними Бюро перепису населення США в 2010 році переписна місцевість мала площу 27,07 км², з яких 13,40 км² — суходіл та 13,67 км² — водойми.

## Демографія
Згідно з переписом 2010 року, у переписній місцевості мешкали 1763 особи в 839 домогосподарствах у складі 549 родин. Густота населення становила 65 осіб/км².  Було 1670 помешкань (62/км²).
Расовий склад населення:
| - 97,8 % — білих - 0,5 % — чорних або афроамериканців - 0,5 % — азіатів - 0,4 % — корінних американців - 0,1 % — вихідців з тихоокеанських островів |

До двох чи більше рас належало 0,7 %. Частка іспаномовних становила 6,0 % від усіх жителів.
За віковим діапазоном населення розподілялося таким чином: 11,2 % — особи молодші 18 років, 64,0 % — особи у віці 18—64 років, 24,8 % — особи у віці 65 років та старші. Медіана віку мешканця становила 53,8 року. На 100 осіб жіночої статі у переписній місцевості припадало 108,1 чоловіків;  на 100 жінок у віці від 18 років та старших — 108,0 чоловіків також старших 18 років.
Середній дохід на одне домашнє господарство  становив 77 814 долари США (медіана — 62 917), а середній дохід на одну сім'ю — 95 521 долар (медіана — 80 875). За межею бідності перебувало 10,9 % осіб, у тому числі 27,5 % дітей у віці до 18 років та 3,3 % осіб у віці 65 років та старших.
Цивільне працевлаштоване населення становило 706 осіб. Основні галузі зайнятості: публічна адміністрація — 22,4 %, освіта, охорона здоров'я та соціальна допомога — 19,1 %, транспорт — 14,0 %.